# غونتر غراببرت
غونتر غراببرت (بالألمانية: Günther Grabbert)‏ (1931 - 2010)، هو ممثل ألماني.
ولد في 15 يناير 1931 في شفيرين، درس التمثيل في المعهد المسرحي الألماني في قصر فايمار بلفيدير. كان ينتمي إلى فرقة مسرح لايبزيغ. توفي يوم 15 ديسمبر 2010 في مدينة لايبزيغ.

## روابط خارجية
- غونتر غراببرت على موقع IMDb (الإنجليزية)
- غونتر غراببرت على موقع ألو سيني (الفرنسية)
- غونتر غراببرت على موقع قاعدة بيانات الأفلام السويدية (السويدية)
- غونتر غراببرت على موقع قاعدة بيانات الفيلم (الإنجليزية)
- غونتر غراببرت على موقع كينوبويسك (الروسية)